# HK Arlan Kökschetau
Der HK Arlan Kökschetau (russisch ХК Арлан Кокшетау) ist eine kasachische Eishockeymannschaft aus der nordkasachischen Stadt Kökschetau.

## Geschichte
Der HK Arlan Kökschetau wurde 2009 gegründet und nimmt seit der Saison 2009/10 am Spielbetrieb der Kasachischen Meisterschaft teil. Größter Erfolg der bisherigen Vereinsgeschichte waren zunächst der kasachische Vizemeistertitel 2014 sowie der Gewinn des kasachischen Pokalwettbewerbs 2012 und 2013. 2018 wurde die Mannschaft durch 4:2 Siege in der Endspielserie gegen Nomad Astana erstmals kasachischer Meister. Dadurch qualifizierte sich das Team für den IIHF Continental Cup 2018/19, den er ebenfalls gewinnen konnte.

## Trainer
- Dmitri Bondarew 2011–2012
- Leonīds Beresņevs 2012–2013
- Vladimír Klinga 2013–2014
- Andrei Psarjow Sept.–Nov 2014
- Vesa Surenkin 2014–2015
- Wiktor Bogatyrjow 2015–Sept. 2016
- Wladimir Kapulowski seit Sept. 2016